# Elecciones generales de Japón de 1996
Las elecciones generales se llevaron a cabo en Japón el 20 de octubre de 1996. Una coalición entre el Partido Liberal Democrático, el Nuevo Partido Sakigake y el Partido Socialdemócrata, encabezada por el primer ministro Ryutaro Hashimoto del PLD ganó la mayor cantidad de escaños.
Esta fue la primera elección bajo las nuevas reglas electorales establecidas en 1993. Antes de esta elección, cada distrito estaba representado por múltiples miembros, a veces del mismo partido, lo que provocaba competencia dentro del partido. Bajo las nuevas reglas, cada distrito elegia a un representante. Se introdujo una lista de partidos separada para que los votantes eligieran su partido favorito (además de los votos de los candidatos individuales) como una forma de aproximar con mayor precisión los escaños en la Cámara de Representantes a los votos reales del partido en un esfuerzo por lograr más representación proporcional.
El día de la votación registró la participación más baja (menos del 60%) en una elección después de la guerra. Los resultados dieron una gran victoria para el PLD, que quedó a solo 12 escaños por debajo de la mayoría absoluta de la Cámara. En contraste, el Partido Socialdemócrata, encabezado por Takako Doi (sucesor del Partido Socialista (PSJ)), se estrelló perdiendo más de la mitad de los escaños y 6 de cada 10 votantes comparado con las anteriores elecciones. En este contexto, se esperaba que el PLD formara fácilmente una nueva coalición. Sin embargo, esto resultó más difícil de lo previsto y Hashimoto fue finalmente reelegido primer ministro el 7 de noviembre al frente de un gabinete minoritario.

## Antecedentes
Las últimas elecciones pusieron fin a 38 años de gobierno por parte del Partido Liberal Democrático (PLD), y desde entonces ningún partido tuvo mayoría en el parlamento. Durante los siguientes tres años, Japón tuvo una sucesión de cuatro gobiernos de coalición, lo que obstaculizó la formulación e implementación de políticas gubernamentales efectivas. Además, el reemplazo constante también ralentizó el proceso de recuperación económica. Se esperaba que las elecciones de 1996 restablecieran la estabilidad política.
La elección fue la primera elección bajo el nuevo sistema electoral establecido en 1993. Las circunscripciones de múltiples miembros fueron reemplazadas por distritos uninominales y escaños separados para la lista del partido elegidos proporcionalmente. Antes de 1993, cada distrito estaba representado por varios miembros, a veces del mismo partido, lo que generaba una gran competencia dentro del partido. La última consecuencia resultó en deserciones dentro del PLD y la creación de partidos de oposición que abogaban por un nuevo sistema electoral. Como resultado, surgió un nuevo sistema que adoptó tanto el distrito uninominal (SMD) como la representación proporcional (RP). Bajo el nuevo sistema, cada distrito tiene un solo representante. Se introdujo una lista de partido separada para que los votantes eligieran su partido favorito (además de los votos de los candidatos individuales) como una forma de aproximar con mayor precisión los escaños en la Cámara de Representantes a los votos reales del partido en un esfuerzo por lograr más representación proporcional.

## Partidos competidores

### Coalición gobernante
La coalición gobernante fue la coalición formada entre el Partido Liberal Democrático (PLD), el Nuevo Partido Pionero (Sakigake) y el Partido Socialdemócrata. El PLD fue dirigido por Ryutaro Hashimoto, quien fue designado primer ministro de Japón después de las elecciones, era líder del PLD desde el 1 de octubre de 1995. El partido estaba a favor de las empresas en ese momento, por lo que su campaña se centró en políticas para contrarrestar la depresión económica japonesa.
El Nuevo Partido Pionero (Sakigake) estaba dirigido por Shoichi Ide, un partido político separado del PLD el 22 de junio de 1993. En septiembre de 1996, los políticos de Sakigake y del Partido Socialista de Japón (PSJ) que no apoyaban a sus respectivos partidos en las alianzas con el PLD se separaron para fundar el Partido Democrático. Sakigake se disolvió más tarde en 2002.
El Partido Socialdemócrata (PSD), sucesor del Partido Socialista (PSJ), estaba dirigido por Takako Doi. El partido formó un gobierno de coalición con el Partido Liberal Democrático (PLD) desde 1994 hasta enero de 1996. El PLD convenció a los socialdemócratas para que se unieran a esta coalición renunciando al título de primer ministro. En consecuencia, el cargo de primer ministro fue otorgado a Tomiichi Murayama, antiguo líder del Partido Socialista de Japón.

### Otros partidos
Otros partidos de oposición a la coalición gobernante procedían del derechista Partido de la Nueva Frontera (NFP) dirigido por Ichiro Ozawa. Fue formado en diciembre de 1994 por el Partido de la Renovación, el Partido del Gobierno Limpio, el Nuevo Partido de Japón, el Partido Socialista Democrático y un par de otros pequeños grupos.
Otro partido rival fue el Partido Democrático (PDJ), se formó oficialmente en septiembre de 1996 con Yukio Hatoyama y Naoto Kan como colíderes. El movimiento de formación comenzó en junio de 1996 cuando Hatoyama anunció su idea de organizar una tercera fuerza en la política japonesa contra el Partido Liberal Democrático (PLD) y el Partido de la Nueva Frontera (PNF). La idea fue apoyada por su hermano Kunio, entonces miembro del Partido de la Nueva Frontera (PNF) y muchos miembros del Partido Socialdemócrata (PSD), pero con la oposición de los líderes Takako Doi del Partido Socialdemócrata (PSD) y Shoichi Ide del Nuevo Partido Pionero (Sakigake), quienes habían estado discutiendo la fusión de ambos partidos.

## Campaña
Antes de las elecciones, había un frenesí de creación y destrucción de partidos, y el interés del público en la política estaba en declive. Sin embargo, los pocos temas de campaña que fueron de interés público incluyeron las reformas electorales, el posible aumento del impuesto al consumo y cómo se desarrollarán las grandes coaliciones. Desde la perspectiva de los votantes, el tema más importante fue el posible aumento del impuesto al consumo.

### Manifiesto delPartido Liberal Democrático
En el manifiesto del PLD, la reforma administrativa tiene la máxima prioridad sobre cualquier otro tema de campaña. Si bien reflexiona sobre los últimos 50 años de política administrativa que priorizaba la producción y el suministro con una fuerte centralización y burocratización como un método eficaz para lograr simultáneamente el crecimiento económico y abordar la desigualdad social, el PLD terminó admitiendo que ese sistema estaba en un punto muerto considerando la situación de las mujeres, el aumento de las disparidades entre las zonas urbanas y rurales y el problema de la baja tasa de natalidad. Para abordar estos problemas, el PLD introdujo un programa llamado Visión de la reforma administrativa de Hashimoto (橋 本行 革 ビ ジ ョ ン), que incluía cambios como:
1. Reducir el poder del gobierno.
2. Desregulación de la economía.
3. Disminuir el poder de la burocracia.
4. Reducción del impuesto sobre la renta, al tiempo que se aumenta el impuesto al consumo al 5%.
5. Abordar la financiación del déficit.

La visión de la reforma de Hashimoto se alejaba mucho de los anteriores programas de gobierno del PLD, especialmente el programa impulasdo por el ex primer ministro Yasuhiro Nakasone. [8] Si bien las reformas anteriores se centraron en la privatización de las empresas públicas y se abstuvieron de desafiar el poder de la burocracia, Hashimoto se inclinó hacia el traspaso del poder burocrático a manos de los líderes políticos, dando efectivamente el poder de formulación de políticas públicas a la Oficina del primer ministro. Su ambición se encontró, sin duda, con una fuerte resistencia por parte de los burócratas, quienes permanecieron casi intocados en el centro de la vida pública durante el período de alto crecimiento. A pesar de su breve mandato, no se vio obligado a dejar el cargo antes de que se aprobara una ley que describía las reformas.
Hashimoto buscó concentrar el poder en manos del primer ministro y posteriormente en el liderazgo político mediante la combinación de antiguas agencias burocráticas (pasando de veintitrés ministerios a doce) y reemplazando la Oficina del primer ministro con una nueva Oficina del Gabinete. La implementación de tales cambios permitió al primer ministro, por primera vez, la autoridad por ley para iniciar la formulación de políticas básicas, el poder que anteriormente se asignaba únicamente a la burocracia. Además, la nueva Oficina del Gabinete estaba compuesta por consejos asesores, designados tanto dentro como fuera del gobierno, para el asesoramiento sobre políticas económicas y fiscales. Hashimoto además utilizó exactamente el mismo método por el cual las poderosos burocratás mantuvieron su autoridad. Si la burocracia económica en las décadas de 1960 y 1970 impuso a varios primeros ministro y en la Dieta a sus propios miembros como un método para asegurar la supremacía sobre la toma de decisiones políticas, Hashimoto aumentó el poder de los líderes políticos reemplazando a los viceministros con miembros de la Dieta en quienes confiaba plenamente.

### Manifiesto delPartido de la Nueva Frontera
El manifiesto de la coalición opositora se opuso directamente al del PLD, introduciendo los 5 contratos con el pueblo (国民 と の ５ つ の 契約), destinados a revitalizar la vida de los ciudadanos para el próximo siglo XXI. Las 5 promesas fueron las siguientes.
1. Mantener el impuesto al consumo en el 3% y un recorte de impuestos de 18 billones de yenes basado en reducir el impuesto sobre la renta y la residencia a la mitad.
2. Reforma administrativa, descentralización y abolición de regulaciones para una reducción de 20 billones de yenes en gastos nacionales y regionales.
3. Reducir los pagos por servicios públicos entre un 20-50%.
4. Garantizar pensiones y cuidados de enfermería para eliminar la ansiedad de la vejez.
5. Eliminar la dependencia burocrática y responsabilizar a los políticos

### Manifiesto delPartido Democrático
El Partido Democrático presentó los 7 temas importantes como columna vertebral de su manifiesto.
1. Ejecución de la reforma política y administrativa.
2. Promoción de actividades y creación de una sociedad cívica.
3. Implementación de reformas económicas estructurales y mantenimiento de infraestructura para actividades industriales creativas.
4. Reestructuración del sistema de seguridad social y la realización de una sociedad de bienestar simbiótica.
5. Revisión y reforma fundamental de la obra pública.
6. Desarrollo de la diplomacia activa autónoma y promoción de la cooperación internacional no militar.
7. Crear e implementar un plan de reconstrucción fiscal orientado al futuro.

### Manifiesto delPartido Comunista
El manifiesto del Partido Comunista se centra en tres cuestiones clave: detener el aumento del impuesto al consumo, la abolición de las bases militares estadounidenses en Okinawa tras la retirada del tratado de seguridad entre Estados Unidos y Japón, y aumentar la seguridad social y el bienestar. En el manifiesto, el partido da una mirada sobre una perspectiva nacional, resumida en tres partes;
1. Regular democráticamente las grandes empresas y priorizar la vida de los ciudadanos.
2. Proteger la Constitución (con énfasis en el artículo 9), contribuir a la paz de Asia y del mundo..
3. Para mantener y valorar la libertad y la democracia.

### Manifiesto delPartido Socialdemócrata
El Partido Socialdemócrata propuso tres lemas de campaña: Sí, vamos con el SDP, Un nuevo dinamismo, SDP y Lo que solo se puede hacer con el SDP. Los siguientes manifiestos fueron considerados los pilares de la elección:
1. Seguridad nacional para crear un Japón y un mundo pacíficos, respetando el espíritu de la Constitución y las reflexiones y lecciones aprendidas de la historia.
2. Crear un gobierno simple y eficiente con rica autonomía, con una reforma administrativa fundamental que rompa la adhesión entre el gobierno y el sector privado..
3. Crear estilos de vida prósperos con reformas económicas estructurales que produzcan efectos competitivos, con énfasis en el medio ambiente, la seguridad y el empleo..
4. Emprender reformas fiscales estructurales mientras se revisan fundamentalmente los impuestos y las finanzas, para crear una sociedad del bienestar de alta calidad.
5. Preservar la dignidad humana y los derechos humanos, para una sociedad coexistente que sea amable y solidaria con hombres y mujeres.

## Resultados
La participación de los votantes cayó por debajo del 60% por primera vez en la historia registrada (59,65%). La última elección fue la más baja de todas las elecciones anteriores, con un 67,26%. La coalición gobernante (LDP, SDP, NPH) obtuvo una mayoría de escaños en la Cámara de Representantes con 256 escaños, pero el SDP y NPH perdieron la mayoría de sus escaños por formar una coalición con LDP. Si bien la coalición de oposición (NFP, DPJ, JCP y otros) obtuvo 235 escaños, el total de votos de su circunscripción local fue mayor que la coalición gobernante, con un 53,45%.
|  | 32.76 % |

|  | 38.63 % |

|  | 28.04 % |

|  | 27.97 % |

|  | 16.10 % |

|  | 10.62 % |

|  | 13.08 % |

|  | 12.55 % |

|  | 6.38 % |

|  | 2.19 % |

|  | 1.05 % |

|  | 1.29 % |

|  | 0.03 % |

|  | 0.26 % |

|  | 2.58 % |

|  | 2.30 % |

|  | 4.44 % |

|  | 95.42 % |

|  | 97.02 % |

|  | 4.58 % |

|  | 2.98 % |

|  | 100.00 % |

|  | 100.00 % |

|  | 59.65 % |

## Crítica postelectoral
Tres aspectos del nuevo sistema electoral suscitaron serias críticas después de la primera elección en 1996, dos de los cuales habían sido reprimidos mediante la promulgación de leyes. Inmediatamente después de las elecciones de 1996, la doble candidatura se convirtió en una de las principales preocupaciones de los medios de comunicación y en el aspecto más controvertido del nuevo sistema. En el nuevo sistema, los candidatos pueden transferirse entre niveles, postulándose tanto para el distrito uninominal (SMD) como para el nivel de representación proporcional (PR). Esta disposición fue recibida con duros comentarios de la prensa que criticó el sistema como un método a través del cual los candidatos incompetentes se mueven en su búsqueda de un puesto en la Dieta. Los candidatos que 'murieron' en el SMD debían ser 'revividos' en el PR como 'miembros de la Dieta zombi'. A pesar de que no se promulgaron leyes importantes para abordar la controversia, las quejas de la prensa declinaron con la revisión de la ley electoral de 2000 en la que los candidatos que no obtuvieron al menos una décima parte de los votos efectivos en una elección del SMD son descalificados inmediatamente.
En otra nota, las elecciones de 1996 vieron una mayor incidencia de elecciones parciales. Bajo el antiguo sistema, las elecciones parciales se llevaban a cabo solo si quedaban vacantes dos escaños; sin embargo, el número de elecciones parciales aumentó rápidamente en el sistema SMD. Entre 1947 y 1993, solo hubo dieciocho casos de elecciones parciales; mientras que en las dos primeras elecciones mixtas hubo doce elecciones parciales. La Dieta respondió a esta consecuencia inesperada celebrando elecciones parciales el mismo día dos veces al año para las cámaras alta y baja. Es importante saber que las elecciones parciales pueden tener consecuencias políticas interesantes, como la de un partido minoritario que busca ganar uno o más escaños para obtener el estatus oficial de partido o el equilibrio de poder en una situación de minoría o coalición.
El nuevo sistema electoral, además, no produjo lo que inicialmente se esperaba: un sistema parlamentario bipartidista. A pesar de las diferentes opiniones con respecto a la reducción del número de escaños, se aprobó un gran referéndum, lo que desinfló los 200 escaños originales asignados al nivel de RP a 180 antes de la segunda elección.